# Microdontomerus senegalensis
Microdontomerus senegalensis är en stekelart som först beskrevs av Jean Risbec 1951.  Microdontomerus senegalensis ingår i släktet Microdontomerus och familjen gallglanssteklar. Inga underarter finns listade i Catalogue of Life.